# Amway

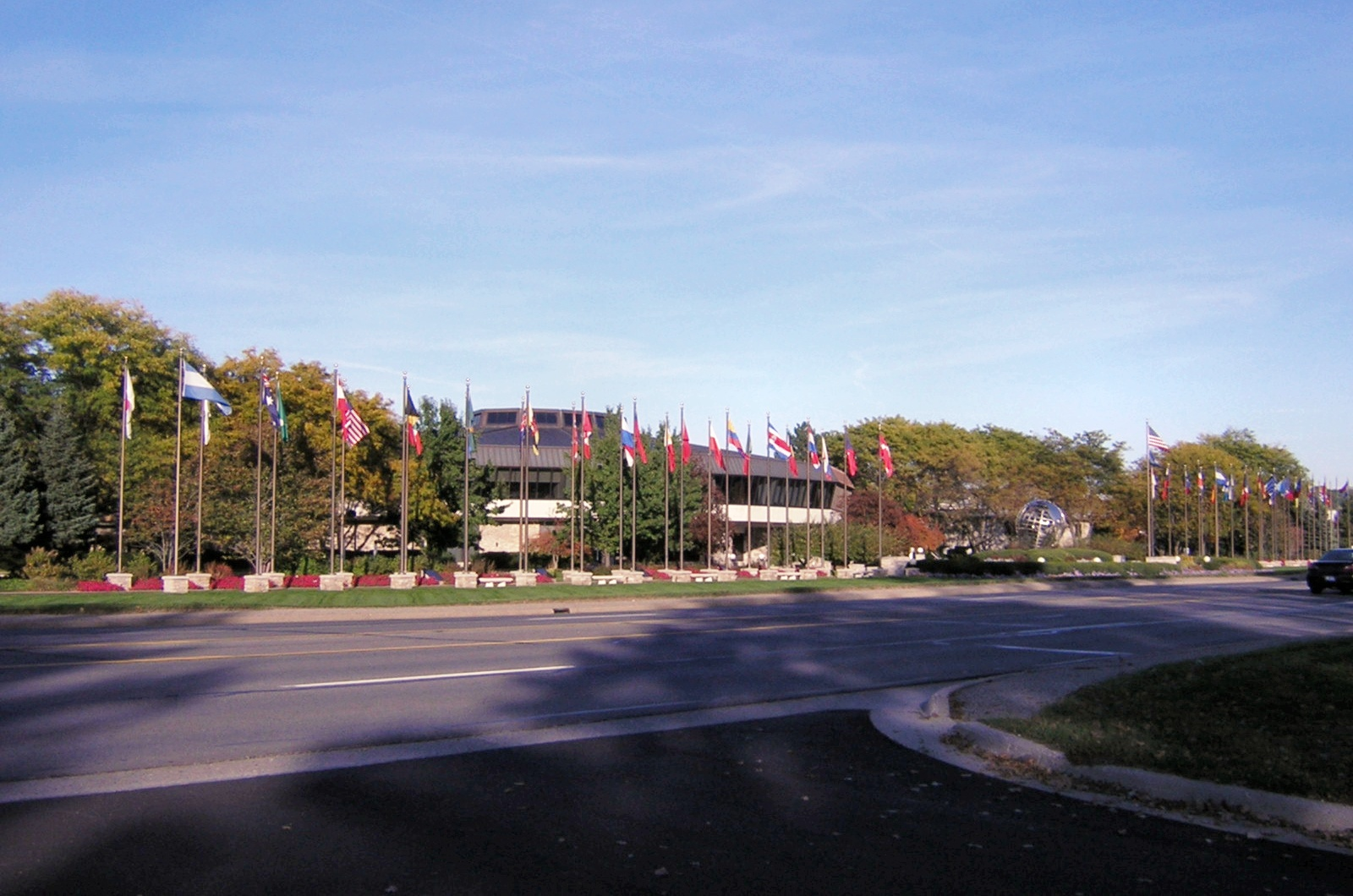
Siedziba główna spółki w Ada w Stanach Zjednoczonych

Amway – międzynarodowa firma zajmująca się sprzedażą bezpośrednią. Markami firmy Amway są: Nutrilite (suplementy diety), Amway Home (środki czystości), Artistry (kosmetyki), eSpring (systemy do oczyszczania wody), XS (suplementy sportowe, napoje energetyczne), Glister (higieny jamy ustnej), iCook (naczynia kuchenne i akcesoria), Satinique (pielęgnacja włosów, G&H (pielęgnacji ciała) oraz Atmosphere Sky(systemy oczyszczania powietrza). Produkty Amway są dostępne na licznych rynkach na całym świecie, a według danych firmy współpracuje z nią blisko milion niezależnych partnerów biznesowych, którzy dystrybuują jej produkty.
Amway jest największą firmą w branży MLM, a Nutrilite to najlepiej sprzedająca się marką witamin i suplementów diety na świecie. W 2023 roku Amway podał, że osiągnął przychody w wysokości 7,7 miliarda dolarów, co oznacza spadek o 5% w porównaniu do roku poprzedniego. Spadek ten był spowodowany głównie skutkami zaprzestania działalności w Rosji w 2022 roku (pozostał na Ukrainie) oraz silnym dolarem amerykańskim.

## Historia
Amway został założony w 1959 roku przez Richarda DeVosa i Jaya Van Andela w Ada, w stanie Michigan, USA. Obaj założyciele zdobyli swoje pierwsze doświadczenia w sprzedaży bezpośredniej jako dystrybutorzy produktów Nutrilite - firmy oferującej suplementy diety w modelu MLM. DeVos i Van Andel zbudowali jedną z największych sieci dystrybucji Nutrilite, co zainspirowało ich do stworzenia własnej firmy opartej na podobnym modelu, ale z bardziej zróżnicowaną ofertą produktową.  Po latach, w 1972 roku Amway przejął kontrolny pakiet udziałów w Nutrilite. Nutrilite został włączony do oferty Amway jako kluczowa marka suplementów diety, szczególnie w segmencie suplementów diety, dając znaczną część globalnych przychodów firmy. Nutrilite działa od 1934 roku, a jego założyciel, Carl F. Rehnborg, jest uznawany za pioniera w dziedzinie suplementów opartych na naturalnych koncentratach roślinnych.
Pierwszym produktem oferowanym przez Amway był „Liquid Organic Cleaner” (LOC), skoncentrowany i ekologiczny środek czyszczący. Amway rozpoczął budowanie sieci dystrybutorów, którzy rekrutowali nowych członków, co pozwalało na dynamiczny rozwój firmy. W latach 70. ubiegłego wieku Amway rozpoczął międzynarodową ekspansję, otwierając oddziały poza Stanami Zjednoczonymi. Pierwszym zagranicznym rynkiem była Kanada (1962), a kolejnymi Australia (1971), Wielka Brytania (1973), Niemcy (1975) i Japonia (1979). Lata 80. były okresem intensywnej ekspansji w regionie Azji i Pacyfiku, co znacząco zwiększyło globalną obecność firmy. W latach 90. firma kontynuowała międzynarodową ekspansję, wchodząc na rynki Europy Wschodniej, Ameryki Łacińskiej i Afryki.
Według danych firmy, Amway prowadzi działalność w ponad 100 krajach, zatrudniając blisko kilkanaście tysięcy pracowników i współpracując z ponad milionem partnerów biznesowych na całym świecie.

## Zasada działania
Firma działa w modelu marketingu wielopoziomowego (MLM), co oznacza, że jej produkty są sprzedawane przez niezależnych dystrybutorów, prowadzących własną działalność gospodarczą, zwanych Przedsiębiorcami Amway. Tworzą oni sieć sprzedaży, która pozwala generować dochód zarówno z własnych działań sprzedażowych, jak i ze sprzedaży osób, które zrekrutowali. Amway podkreśla, że jego model biznesowy opiera się na sprzedaży produktów, nie zaś z procesu rekrutacji nowych uczestników. Odróżnia to model biznesowy Amway od nielegalnych piramid finansowych. Firma zaznacza, że działając na rynkach międzynarodowych, w tym w Stanach Zjednoczonych i Unii Europejskiej, przestrzega wszystkich obowiązujących przepisów oraz standardów wymaganych przez odpowiednie instytucje regulacyjne.
Podobnie jak inne firmy posługujące się marketingiem wielopoziomowym, Amway nie posiada swojej sieci sprzedaży. Jej rolę spełniają struktury ludzi związane z firmą umowami prowizyjnymi. Firma nie zatrudnia przedstawicieli handlowych. Osoby pragnące prowadzić działalność gospodarczą w oparciu o współpracę z Amway zawierają umowę o współpracy, która nie tworzy stosunku pracy pomiędzy Amway i taką osobą. Umowa nie nakłada także obowiązku osiągania konkretnych wyników sprzedaży. Przewiduje natomiast określone rabaty lub wypłaty dla osób, które osiągają konkretne wyniki.
Stronami powyższej umowy są jedynie Amway oraz podmiot współpracujący. Przy zawarciu umowy pośredniczy osoba rekomendująca daną osobę do Amway – tzw. sponsor. Osoba ta nie jest stroną umowy ani też nie reprezentuje Amway przy jej zawarciu. Dla wprowadzonej osoby może być natomiast doradcą pomagającym w rozwoju biznesu, gdyż biznesy sponsora, jak i osoby wprowadzonej są ze sobą powiązane.
Powielenie procesu sponsorowania prowadzi do powstania hierarchicznej sieci handlowej. Składa się ona z podsieci, których właścicielami są kolejne osoby wprowadzone przez tego samego sponsora.
Obroty całej grupy poniżej sponsora są sumowane z obrotami sponsora i na podstawie tej sumy wyznaczana jest na bazie tabeli prowizji procentowa wielkość prowizji dla sponsora (tzw. pin). Od prowizji liczonej jako iloczyn obrotu całej grupy i procent prowizji są odejmowane prowizje dla osób bezpośrednio pod sponsorem. Wynagrodzenie ustalane jest zatem na podstawie różnicy prowizyjnej pomiędzy sponsorem i osobami współpracującymi. Układ taki zachęca członków sieci do jej budowania i poszerzania przez wprowadzanie nowych osób.
Dochody dystrybutora, który nie tworzy sieci wcale, lub sponsorował bezpośrednio zbyt małą liczbę aktywnych osób, zależą w zasadzie tylko od wielkości jego osobistej sprzedaży. Zarabia on bowiem na różnicy pomiędzy ceną zaopatrzenia a ceną dla klienta. Aktywna grupa dystrybutorów pod nim bez równoważenia jej przez inną aktywną grupę może dać dystrybutorowi wysoką wielkość procentową prowizji, ale nie wysoki dochód z obrotu. Dystrybutor organizujący, budujący zrównoważoną sieć ma – po jej zbudowaniu – dochody w zasadzie niezależne od wielkości osobistej sprzedaży Amway, gdyż stworzył grupę, która generuje obrót. Działa to tu tak samo, jak zwykła firma handlowa, z tym że członkowie sieci potomnych takiego dystrybutora nie są jego pracownikami, a partnerami. Ponadto osoba wyższa w hierarchii nie zawsze zarabia więcej niż osoby niżej w hierarchii.
System Amwaya był kopiowany i stosowany przez inne przedsiębiorstwa.

## Amway w Polsce
W Polsce występują dwa rodzaje członkostwa w sieci Amway. Pierwszy to tzw. Niezależny Przedsiębiorca (NP). Ma on prawo sprzedawania produktów klientom – prowadzi biznes oraz ma prawo sponsorowania innych osób (czyli rekomendowania). Drugi rodzaj współpracy to tzw. Stały Klient Plus (SKP). Jest to osoba mająca prawo zakupów produktów od Amway po cenie takiej samej, jak dystrybutorzy (czyli Niezależni Przedsiębiorcy) oraz prawo do sponsorowania innych osób. Różnica polega na zakazie odsprzedawania innym osobom (SKP kupuje na własny użytek) oraz na tym, że ewentualne premie wynikające z obrotów nie są wypłacane w gotówce. W praktyce jest to rozwiązanie dla osób „testujących” biznes oraz tych, które chciałyby się zaopatrywać w tej sieci w towary po bardziej atrakcyjnych cenach niż detaliczne i korzystać z dostaw do domu przez kuriera.
W 2010, na terenie Kraków Business Park w podkrakowskim Zabierzowie, rozpoczęło działalność europejskie centrum usług wspólnych spółki.

## Inwestycje w badania i rozwój
Amway podaje, że prowadzi badania w ponad 75 laboratoriach na całym świecie, zatrudniając około 800 naukowców i specjalistów. Amway angażuje się też w niezależne badania i innowacje, współpracując z ekspertami oraz instytucjami badawczymi na całym świecie. Firma wspiera badania w takich dziedzinach jak suplementacja, pielęgnacja skóry, mikrobiom oraz technologie uzdatniania wody. Według firmy celem tych działań jest opracowywanie technologii opartych na naukowych podstawach.
Przykładem takiej współpracy jest program "Stanford WELL for Life". Jest to projekt badawczy zainicjowany przez Uniwersytet Stanforda, mający na celu zrozumienie czynników wpływających na dobrostan fizyczny, psychiczny i społeczny człowieka. W ramach tego projektu analizowane są takie aspekty jak dieta, styl życia oraz czynniki środowiskowe i ich wpływ na zdrowie oraz proces starzenia się. Badanie rozpoczęto w 2014 roku przy wsparciu o wartości 10 milionów dolarów przekazanej przez Amway za pośrednictwem Nutrilite Health Institute. W projekcie bierze udział ponad 32 tysiące uczestników z różnych krajów, takich jak Stany Zjednoczone, Chiny, Tajwan, Singapur i Tajlandia. Dane zbierane są za pomocą ankiet oraz próbek biologicznych, co umożliwia szczegółową analizę związków między emocjami, zdrowiem fizycznym, odpornością psychiczną a zdrowiem społecznym. Celem projektu jest opracowanie spersonalizowanych rekomendacji wspierających poprawę jakości życia oraz zdrowego starzenia się. Badanie, choć wsparte finansowo przez Amway, prowadzone jest niezależnie przez naukowców z Uniwersytetu Stanforda, aby zagwarantować obiektywność i niezależność wyników.

## Farmy Nutrilite
Farmy Nutrilite marki Amway dzielą się na dwie kategorie: farmy własne oraz farmy partnerskie.
Własne farmy Nutrilite, należące do Amway, to certyfikowane tereny uprawne zarządzane bezpośrednio przez firmę. Według danych podanych przez Amway, firma posiada około 6000 akrów farm w Stanach Zjednoczonych, Meksyku i Brazylii. Zgodnie z informacjami przekazywanymi przez przedsiębiorstwo, na tych farmach stosowane są metody upraw określane jako zrównoważone, które nie obejmują syntetycznych pestycydów i nawozów chemicznych. Zgodnie z deklaracjami Amway, firma stosuje podejście określane jako „Od nasiona do suplementu”, co według niej ma zapewnić pełną kontrolę nad jakością składników.
Farmy partnerskie to zewnętrzni dostawcy współpracujący z Amway, którzy dostarczają składniki do suplementów Nutrilite. Aby zagwarantować, że standardy stosowane przez farmy partnerskie są zgodne ze standardami Nutrilite, Amway wdrożył u siebie system certyfikacji NutriCert. System NutriCert wymaga od farm partnerskich przestrzegania tych samych surowych norm dotyczących rolnictwa ekologicznego i odpowiedzialności społecznej, które obowiązują na farmach własnych Nutrilite.
Farmy własne i partnerskie Nutrilite poddawane są audytom organizacji Ecocert, która specjalizuje się w certyfikacji praktyk ekologicznych. Ecocert weryfikuje, czy farmy spełniają określone standardy środowiskowe i społeczne.
Oprócz certyfikacji przez Ecocert, procesy produkcyjne Nutrilite są również weryfikowane przez NSF International, organizację zajmującą się certyfikacją zgodności z normami Dobrych Praktyk Produkcyjnych (GMP). NSF przeprowadza regularne kontrole zakładów produkcyjnych, zapewniając, że spełniają one surowe normy dotyczące jakości, higieny i bezpieczeństwa.

## Inicjatywy społeczne
Amway prowadzi działania w zakresie społecznej odpowiedzialności biznesu (CSR), koncentrując się na zrównoważonym rozwoju, wspieraniu społeczności oraz promowaniu zdrowia i dobrobytu. Amway realizuje także globalne kampanie wspierające zdrowy tryb życia, poprawę dostępu do żywności i wody pitnej oraz promujące przedsiębiorczość, jednocześnie dążąc do minimalizacji negatywnego wpływu swojej działalności na środowisko.
Jedną z inicjatyw społecznych Amway jest program Nutrilite Power of 5, którego celem jest przeciwdziałanie niedożywieniu dzieci. Program został uruchomiony w 2014 roku i obejmuje kraje o wysokim wskaźniku niedożywienia, w tym Indie, Meksyk, Brazylię, Wietnam i Filipiny. Według danych Amway, do tej pory objął ponad 1,3 miliona dzieci. Program polega na dystrybucji suplementu diety Nutrilite Little Bits dla dzieci w wieku od 6 miesięcy do 5 lat. Według Amway, suplement opracowano zgodnie z zaleceniami Światowej Organizacji Zdrowia (WHO) i zawiera mikroelementy wspierające rozwój dzieci dotkniętych niedożywieniem. Amway podaje, że suplementacja Nutrilite Little Bits doprowadziła do zmniejszenia problemów związanych z zahamowaniem wzrostu dzieci o 52% w regionach, gdzie program jest realizowany od dłuższego czasu. Inicjatywa ta realizowana jest we współpracy z międzynarodową organizacją Care i lokalnymi organizacjami humanitarnymi.

## Krytyka
Przeciwnicy firmy z chrześcijańskich organizacji apologetycznych uważają, że współpraca z firmą Amway wymaga dużego zaangażowania emocjonalnego, jednocześnie oskarżając ją o psychomanipulacje i stosowanie metod podobnych do sposobu działania destruktywnych sekt.
W 1997 powstał w Polsce film pt. Witajcie w życiu (reż. Henryk Dederko) przedstawiający w bardzo krytyczny sposób działalność koncernu. W związku z toczącym się procesem, w którym Amway oskarżyło twórców filmu o jednostronne i negatywne przedstawianie korporacji, jego rozpowszechnianie zostało objęte sądowym zakazem publikacji wskutek wniosku o tzw. zabezpieczenie powództwa złożonego przez Amway. Nielegalne kopie filmu krążą jednak w obiegu niezależnym, m.in. Internecie.
Sąd oddalił częściowo zastrzeżenia firmy Amway, przyznając że reżyser miał prawo skrytykować nowe zjawisko sprzedaży bezpośredniej, nakazał jednak przeprosiny firmy Amway oraz sprostowanie nieprawdziwych informacji na temat struktury dochodów firmy.
18 grudnia 2012 r. Sąd Okręgowy w Warszawie orzekł, iż TVP może wyświetlić film na swojej antenie, jednak jak zaznaczył w wyroku „pod warunkiem usunięcia z niego nieprawdziwych danych o strukturze dochodów korporacji”.
Sąd Apelacyjny w Warszawie 26 marca 2014 r. prawomocnie orzekł, że Henryk Dederko nie musi przepraszać Amwaya za nieprawdziwe dane o podziale jej dochodów.
Jednocześnie Sąd utrzymał wyrok z 18 grudnia 2012, zgodnie z którym TVP (jako właściciel praw do filmu) nie może rozpowszechniać filmu z użyciem nieprawdziwych ekonomicznych danych na temat Amway. Film natomiast może zostać wyemitowany, jeśli zostaną z niego usunięte odpowiednie fragmenty określone przez Sąd w prawomocnych wyrokach: w procesie firmy Amway (wspomniany wyrok z dn. 18 grudnia 2012) oraz w procesie wytoczonym przez dystrybutorów współpracujących z Amway (wyrok z 27 października 2005).